# Ilha Resolution
Ilha Resolution (na língua maori: Tau Moana) é a maior ilha na região de Fiordland no sudoeste da Nova Zelândia, cobrindo um total de 208 quilômetros quadrados. É a sétima maior ilha do país, e a segunda maior ilha desabitada.